# Nucleul interior al Pământului

Structura internă a Pământului

Nucleul interior al Pământului este porțiunea interioară a planetei. Este în principal o sferă solidă cu o rază de aproximativ 1.220 de kilometri, adică aproximativ 70% din raza Lunii. El este compus dintr-un aliaj fier–nichel și unele elemente ușoare. Temperatura la suprafața nucleului interior este de aproximativ 5.700 K (5.430 °C), care este temperatura aproximativă de la suprafața Soarelui.

## Descoperire
Primul care a descoperit că Pământul are un miez solid distinct de nucleul exterior topit a fost seismoloaga daneză Inge Lehmann, care a dedus prezența sa în 1936 prin studierea seismogramelor de la cutremurele din Noua Zeelandă. Ea a observat că undele seismice sunt reflectate de limita miezului interior și pot fi detectate de seismografele sensibile de pe suprafața Pământului. Aceasta limită este cunoscută ca discontinuitatea Bullen sau, uneori, ca discontinuitatea Lehmann. Câțiva ani mai târziu, în 1940, s-a emis ipoteza că acest miez interior era compus din fier în stare solidă; rigiditatea lui a fost confirmată în 1971.
S-a determinat că nucleul exterior ar fi topit prin observații care arată că undele compresionale trec prin el, dar undele elastice de forfecare nu - sau fac acest lucru doar foarte slab. Soliditatea nucleului interior a fost dificil de stabilit deoarece undele elastice de forfecare care sunt de așteptat să treacă printr-o masă solidă sunt foarte slabe și dificil de depistat de seismografele de pe suprafața Pământului, din moment ce devin atenuate în calea lor de la nucleul interior până la suprafață prin trecerea lor prin miezul exterior lichid. Dziewonski și Gilbert au stabilit că măsurătorile modurilor normale de vibrație ale Pământului cauzate de cutremurele mari susțin ipoteza unui miez exterior lichid. S-a susținut recent că s-a detectat trecerea undelor de forfecare prin miezul interior; aceste afirmații au fost inițial controversate, dar acum sunt acceptate.

## Compoziție
Pornind de la prevalența relativă a diferitelor elemente chimice în Sistemul Solar, de la teoria formării planetelor și de la constrângerile impuse sau implicate de chimia restului volumului Pământului, se presupune că nucleul interior este format în principal dintr-un aliaj fier-nichel. S-a descoperit că fierul pur este mai dens decât nucleul interior cu aproximativ 3%, ceea ce implică prezența unor elemente ușoare în nucleu (de exemplu, siliciu, oxigen, sulf), în afară de posibila prezență a nichelului.
Mai mult, dacă planeta primordială și în mare parte fluidă (încă în formare) conținea o cantitate semnificativă de elemente mai dense decât fierul și nichelul, și anume metale prețioase albe (și altele), cu excepția argintului, în special elemente siderofile, atunci acestea ar fi trebuit să fie diferențiate către centru nucleului în sfere concentrice. Cele mai dense (și stabile, adică platină, iridiu, osmiu etc.) în ordinea densității dintre acestea formează sferoidele cele mai interioare. Elementele instabile cu densități trans-fier/nichel ar fi evoluat în cea mai mare parte în fier/nichel/plumb în momentul când pământul a format un nucleu distinct. 
Apoi, rezultă în mod necesar că toate sau aproape toate elementele mai dense care au fost extrase la suprafață (sau aproape de suprafață) s-au format mai târziu ca parte a impactului astronomic.

## Temperatură și presiune
Temperatura nucleului interior poate fi estimată prin luarea în considerare a constrângerilor atât teoretice, cât și experimentale referitoare la temperatura de topire a fierului impur la presiunea fierului de la limita nucleului interior (aproximativ 330 de pascali). Aceste considerații sugerează că temperatura sa este de aproximativ 5.700 K (5.430 °C). Presiunea în nucleul interior al Pământului este ușor mai mare decât presiunea de la limita nucleelor exterior și interior: ea variază de la aproximativ 330 la 360 gigapascali (de la 3,3 la 3,6 milioane de atmosfere). Fierul poate fi solid la astfel de temperaturi ridicate doar pentru că temperatura sa de topire crește dramatic la presiuni similare cu cea din nucleul interior (vezi ecuația Clausius–Clapeyron).
Un raport publicat în revista Science  concluzionează că temperatura de topire a fierului la limita nucleului interior este 6230 ± 500 K.

## Istoric
Ținând cont de ratele de răcire a nucleului, se estimează că nucleul solid interior actual a început să se solidifice acum aproximativ 0,5 până la 2 miliarde de ani dintr-un nucleu complet topit (care s-a format doar după formarea planetelor). Dacă această teorie este adevărată, ar însemna că nucleul solid al Pământului nu este o componentă primordială care a fost prezentă în timpul formării planetei, ci o componentă mai tânără decât Pământul (Terra are aproximativ 4,5 miliarde de ani).